# Пийганди (озеро)
Пи́йганди (Пийгасте, Вана-Пийганди, Пииганди, Пигант; эст. Piigandi järv, Vana-Piigandi järv, Vana-Piigaste järv) — олиготрофное озеро в юго-восточной части Эстонии. Располагается на территории одноимённой деревни волости Канепи в уезде Пылвамаа. Относится к бассейну Пюхайыги.
Озеро имеет дугообразную форму. Находится в 18 км восточнее города Отепя, на высоте 121,1 м над уровнем моря, в древней долине Пийганди-Йыкси на юго-восточном склоне возвышенности Отепя. Площадь озера составляет 0,442 км² (по другим данным — 0,434 км²), длина — 1,95 км, ширина — 0,4 км. Наибольшая глубина — 25,3 м, средняя глубина — 6,2 м. Объём — 0,002597 км³. Берега песчаные, местами торфянистые. Протяжённость береговой линии — 4,391 км. Площадь водосборного бассейна — 3 км² (по другим данным — 3,2 км²). Сток идёт из юго-западной оконечности акватории по протоке в озеро Вахкъярв, которое, в свою очередь, соединяется с озером Йыкси. В ихтиофауне преобладают: лещ, окунь, плотва и щука.